# Pituil
Pituil är en ort i Argentina.   Den ligger i provinsen La Rioja, i den nordvästra delen av landet, 1 100 km nordväst om huvudstaden Buenos Aires. Pituil ligger 1 340 meter över havet och antalet invånare är 849.
Terrängen runt Pituil är platt åt nordost, men åt sydväst är den kuperad. Terrängen runt Pituil sluttar österut. Trakten runt Pituil är nära nog obefolkad, med mindre än två invånare per kvadratkilometer.. Pituil är det största samhället i trakten.
Omgivningarna runt Pituil är i huvudsak ett öppet busklandskap.